# شهرستان باکس الدر (یوتا)

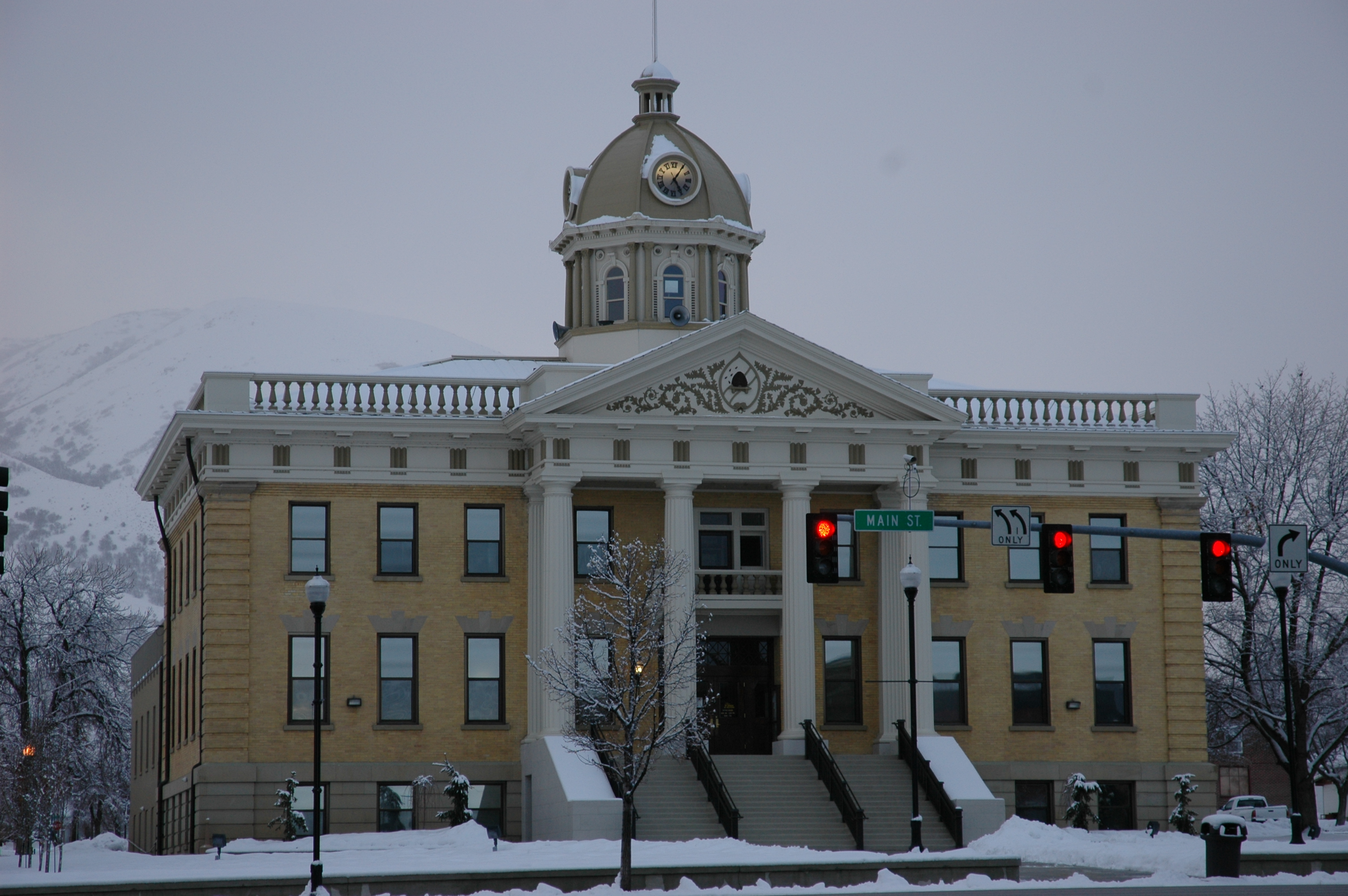
نمایی از ساختمان دادگستری شهرستان باکس الدر، یوتا - ۲۰۱۰

شهرستان باکس الدر یکی از شهرستان‌های ایالت یوتا است. با دارا بودن مساحتی ۱۷.۴۳۹ کیلومتری مربع، جمعیتی بالغ بر ۴۹.۹۷۵ نفر را (بر طبق اطلاعات سال ۲۰۱۰) در خود جای داده. نام این شهرستان برگفته شده از نام نوعی درخت است که در این ایالت به وفور یافت می‌شود.

## پیوند
- وب‌گاه رسمی